# Бертони, Джованни Антонио
Джованни Антонио Бертони (итал. Giovanni Antonio Bertoni; 1906—1964) — советский разведчик, полковник, оперативный псевдоним — Марко.

## Биография
Родился 27 апреля 1906 года в городе Фаэнца в провинции Эмилия-Романья на севере Италии, в рабочей семье.
После окончания начальной школы и технического училища в 1921 году — поступил на работу в мастерскую фирмы «Фиат», занимавшуюся ремонтом и сборкой автомобильных моторов.
В 1922 году вступил в итальянский комсомол, на следующий год — в коммунистическую партию. Являлся секретарём молодёжной организации провинции Равенна, боевиком антифашистского движения. Трижды арестовывался.
В апреле 1925 года он убил начальника штурмового отряда и фашистской милиции Равенны. Это убийство походило на эпизод из воспоминаний Челлини: прямо посреди отряда. После этого он был вынужден перейти на нелегальное положение, а затем покинуть Италию и выехать в СССР. А в конце 1927 года итальянский фашистский суд заочно приговорил Бертони к 25 годам тюремного заключения за вооружённое сопротивление при попытке его ареста.
С июня 1925 года по июнь 1927 года Бертони работал слесарем в Одессе. Затем поступил в Коммунистический университет национальных меньшинств Запада, который окончил в августе 1931 года. Член ВКП(б) с 1931 года. Работал переводчиком «Дирижабльстроя», затем инструктором ЦК МОПР СССР.
С мая 1936 года Бертони являлся сотрудником аппарата Исполкома Коминтерна, а затем был принят на работу в советскую внешнюю разведку.
В начале Великой Отечественной войны выполнял задания в тылу у немцев.
В 1943 году руководством советской внешней разведки было принято решение о направлении Бертони на нелегальную работу за границу. В июне 1944 года он парашютом был сброшен в Югославии, а затем перебрался в Северную Италию. Здесь Марко устроился на работу в Риме в важное, с разведывательной точки зрения, государственное учреждение (в МИД курьером) и приступил к выполнению стоявших перед ним задач. Однако, в начале 1949 года он попал под подозрение местной контрразведки (разбился на мотоцикле, под седлом которого хранил секретные документы) и был вынужден вновь покинуть свою родину и возвратиться в СССР.
Здесь в 1951 году Бертони получил советское гражданство. Прошёл подготовку для нелегальной разведывательной работы в одной из стран Латинской Америки. В 1954 году через Швейцарию и Испанию он отбыл к месту назначения.
В 1956 году Марко возглавил нелегальную резидентуру в Уругвае. В эту страну он был направлен специально для того, чтобы руководить работой женщины (оперативный псевдоним Патрия, настоящее имя — Африка де Лас Эрас Гавилан), с которой, по замыслу руководства разведки, должен был сочетаться узами брака.
В Южной Америке далеко не всё шло гладко, и однажды пришлось из предварительного заключения спасаться вплавь через Парану.
Хотя Патрия и Марко стали семейной парой по воле Москвы с тем, чтобы способствовать выполнению поставленных перед ними важных разведывательных задач, их брачный союз оказался счастливым. Они прожили вместе восемь лет.
1 сентября 1964 года Марко скоропостижно скончался по слухам в той засаде, где погиб и Че Гевара. Так при исполнении служебных обязанностей закончил свой жизненный путь советский разведчик полковник Джованни Бертони.